# Iridopsis fuscolimbaria
Iridopsis fuscolimbaria là một loài bướm đêm trong họ Geometridae.